# Deborah Persaud
Deborah Persaud (geb. 23. August 1960 in Port Mourant, Britisch-Guayana) ist eine in Britisch-Guayana geborene amerikanische Virologin, die am Johns Hopkins Children’s Center zu AIDS forscht.

## Leben
Persaud wurde am 23. August 1960 in Port Mourant, East Berbice-Corentyne, Britisch-Guayana, geboren. Im Alter von 16 Jahren zog sie nach Brooklyn. Sie besuchte die New York University School of Medicine, nachdem sie ein Undergraduate Degree am York College der City University of New York erworben hatte. Sie erwarb auch einen Master an der New York University School of Medicine. Sie machte ihre Residency am Morgan Stanley Children’s Hospital in New York. Später war sie Fellow an der New York University School of Medicine. Sie begann ihre akademische Laufbahn als Assistenzprofessorin für Pädiatrie an der Johns Hopkins University School of Medicine (1997–2004). Im Jahr 2005 wurde Persaud außerordentliche Professorin für Pädiatrie an der Johns Hopkins University School of Medicine.

### Forschung
Hauptthema von Persauds Forschungen ist AIDS bei Kindern. Ihre Forschungen begannen mit der Forschung über HIV bei Erwachsenen. 2003 arbeitete sie über Human immunodeficiency virus (HIV)- type1. Für die HIV-Patienten kann die Antiretrovirale Therapie (HAART-Therapie, highly active antiretroviral therapy) angewendet werden. Die Therapie verwendet Medikamente mit nukleosiden Reverse Transcriptase Inhibitoren (NRTIs) und Proteaseinhibitoren (PI), sowie nicht-nukleoside Reverse Transcriptase Inhibitoren (NNRTI). HAART kann die Belastung mit HIV-1 unter die messbare Schwelle senken. HIV-1 überlebt jedoch in zellulären Reservoirs von CD4+ mit niedrigschwelliger Viremie bei Erwachsenen. Persaud und ihr Forschungsteam fanden heraus, dass die Viremie bei Kindern erhalten bleibt, auch wenn die Viren nicht mehr nachweisbar sind. Wenn Kinder nun eine HAART-Behandlung erhalten, ergibt sich eine schwer zu beobachtende Viremie ohne Widerstand im Protease-Gen. Persauds Forschungsteam bemühte sich einen neuen Test, welcher die Virusproduktion in der latenten Form anregt, wenn integrierte HI-1-Viren in ruhenden CD4+ T-Zellen mit den antiretroviralen Wirkstoffen schlummern. Diese Wirkstoffe beeinflussen die Replikation nichtintegrierter Viren.
2013 arbeitete Persaud in einem Team, welches zeign konnte, dass ein Baby von HIV geheilt werden konnte, indem es anti-HIV-Wirkstoffe erhielt; sie erhielt daraufhin den Elizabeth Glaser Scientist Award und wurde im Time Magazine in die Liste der 100 most influential people in 2013 aufgenommen. Sie wurde auch in die Liste der Nature’s 10 (Nature 2013) aufgenommen. 2014 konnte durch Persauds Forschung ein weiteres Baby von Aids geheilt werden.

## Werdegang
- Gruppe für klinische AIDS-Studien bei Kindern, Kernausschuss für Virologie (2000), Unterausschuss für Impfstoffe (2001) und Unterausschuss für Immunologie (2001) (Pediatric AIDS Clinical Trials Group, Virology Core Committee 2000, Vaccine Subcommittee 2001, Immunology Subcommittee 2001)
- Laborausschuss der International Maternal Pediatric Adolescent AIDS Clinical Trials Group (IMPAACT, 2006: International Maternal Pediatric Adolescent AIDS Clinical Trials Group 2006)
- NIH-Studienabschnitt, AIDS Drug Development and Therapeutics (2006)
- Stipendien der Doris Duke Charitable Foundation und AMFAR (2006–2007)
- NIH Bench-to-bedside (2006, 2008)
- International Maternal Pediatric Adolescent AIDS Clinical Trials Group (IMPAACT)
- Programmdirektorin der Pediatric Infectious Diseases Fellowship.
- Mitglied der Infectious Diseases Society of America, Pediatric Infectious Diseases Society und Society for Pediatric Research.